# سالواتوره کاتورانو
سالواتوره کاتورانو (انگلیسی: Salvatore Caturano؛ زادهٔ ۳ ژوئیهٔ ۱۹۹۰) بازیکن فوتبال اهل ایتالیا است.
از باشگاه‌هایی که در آن بازی کرده‌است می‌توان به باشگاه فوتبال آسکولی، باشگاه فوتبال لچه، باشگاه فوتبال مسینا، باشگاه فوتبال باری، و باشگاه فوتبال امپولی اشاره کرد.
وی همچنین در تیم‌های ملی فوتبال زیر ۱۷ سال ایتالیا بازی کرده‌است.